# Мурзалиев, Зульпухар
Зульпухар Мурзалиев (каз. Зұлпыхар Мырзалиев; 1902 год, аул Дарбаза,Туркестанский край, Российская империя — 1979 год) — колхозник, чабан, Герой Социалистического Труда (1949).

## Биография
Родился в 1902 году в ауле Дарбаза, Туркестанский край (сегодня — Сарыагашский район Южно-Казахстанской области, Казахстан). В 1930 году вступил в колхозах «Капланбек» и «Дарбаза» Сарыагачского района Чимкентской области. С 1942 года участвовал в Великой Отечественной войне. После демобилизации возвратился в Казахстан и стал работать в колхозах «Сыр-Дарья» и «Дарбаза» Сарыагачского района Чимкентской области. С 1944 года работала старшим чабаном в колхозе «Сыр-Дарья» Сырдарьинского района Кзылординской области.
В 1948 году вырастил 112 ягнят от 100 овцематок. За выдающиеся успехи в животноводстве был удостоен в 1949 году звания Героя Социалистического Труда.
В 1962 году вышел на пенсию.

## Награды
- Герой Социалистического Труда — указом Президиума Верховного Совета СССР от 3 декабря 1949 года;
- Орден Ленина (1949).